# Есинка (сельское поселение)
Се́льское поселе́ние „Е́синка“ — муниципальное образование в составе Ржевского района Тверской области. На территории поселения находится 18 населенных пунктов.
Центр поселения — посёлок Есинка.
Образовано в 2005 году, включило в себя территории Есинского и Домашинского сельских округов.

## Географические данные
- Общая площадь: 95,4 км²
- Нахождение: центральная часть Ржевского района
  - Граничит:
    - на севере — с городом Ржевом
    - на северо-востоке — с СП Успенское
    - на востоке — с Зубцовским районом, Зубцовское СП
    - на юге — с СП Медведево
    - на западе — с СП Чертолино
    - на северо-западе — с СП Хорошево

Северо-восточной границей поселения является река Волга. Поселение пересекает автомагистраль М9 «Балтия» и железные дороги «Москва — Великие Луки — Рига» и «Лихославль — Ржев — Вязьма».

## Экономика
Основа экономики поселения - крупнейшая в Тверской области Ржевская птицефабрика, филиал ООО "Дантон-птицепром".

## Население
| 2010  | 2011  | 2012  | 2013  | 2014  | 2015  | 2016  |
| ----- | ----- | ----- | ----- | ----- | ----- | ----- |
| 1946  | ↘1936 | ↗1968 | ↘1946 | ↘1894 | ↗1925 | ↘1912 |
| 2017  | 2018  | 2019  | 2020  | 2021  |       |       |
| ↘1860 | ↘1778 | ↘1742 | ↘1716 | ↘1689 |       |       |

На 01.01.2008 — 2390 человек.

## Населенные пункты
На территории поселения находятся следующие населённые пункты:
| №  | Тип нп | Название       | Население (2008 год) |
| -- | ------ | -------------- | -------------------- |
| 1  | пос.   | Есинка         | 1154                 |
| 2  | пос.   | Мончалово      | 422                  |
| 3  | дер.   | Толстиково     | 77                   |
| 4  | дер.   | Домашино       | 473                  |
| 5  | дер.   | Абрамково      | 119                  |
| 6  | дер.   | Быхова Слобода | 12                   |
| 7  | дер.   | Захарово       | 0                    |
| 8  | дер.   | Збоево         | 11                   |
| 9  | село   | Збоево         | 23                   |
| 10 | дер.   | Пестриково     | 8                    |
| 11 | дер.   | Появилово      | 1                    |
| 12 | дер.   | Седниково      | 0                    |
| 13 | дер.   | Таблино        | 7                    |
| 14 | дер.   | Турбаево       | 34                   |
| 15 | дер.   | Чачкино        | 35                   |
| 16 | дер.   | Шарлаево       | 3                    |
| 17 | дер.   | Шипулино       | 1                    |
| 18 | дер.   | Юрятино        | 10                   |

## История
В середине XIX—начале XX века большинство деревень поселения относились к Толстиковской волости Ржевского уезда Тверской губернии.
В 1940-50-е годы на территории поселения существовали Юрятинский и Первомайский(Домашинский) сельсоветы
Ржевского района Калининской области.

## Известные люди
В деревне Появилово родился Герой Советского Союза Иван Петрович Зрелов.

## Воинские захоронения
Список воинских захоронений на территории сельского поселения Есинка.
| № захоронения в ВМЦ | Место захоронения | Захоронено всего | Захоронено известных | Захоронено неизвестных |
| ------------------- | ----------------- | ---------------- | -------------------- | ---------------------- |
| 69-506              | Мончалово, пос.   | 136              | 0                    | 136                    |
| 69-507              | Мончалово, дер.   | 734              | 614                  | 120                    |